# Oreobolopsis inversa
Oreobolopsis inversa är en halvgräsart som beskrevs av Dhooge och Paul Goetghebeur. Oreobolopsis inversa ingår i släktet Oreobolopsis och familjen halvgräs. Inga underarter finns listade i Catalogue of Life.